# Payakumbuh
Payakumbuh – miasto w Indonezji na Sumatrze w prowincji Sumatra Zachodnia. W 2022 roku liczyło ok. 143 tys. mieszkańców.
Położone na równinie (uprawa ryżu, palmy kokosowej) otoczonej górami Barisan.
Atrakcje turystyczne: kompleks jaskiń, które niegdyś stanowiły schronienie dla walczących z Holendrami bojowników; dolina Harau z licznymi skałami i wodospadami, miejsce uprawiania wspinaczki.